# Selección femenina de voleibol sub-18 de China Taipéi
La Selección femenina de voleibol sub-18 de China Taipéi representa a las mujeres menores de 18 años de Taiwán, que es controlado y gestionado por la Asociación de Voleibol de China Taipéi (CTVBA) que es miembro de la Confederación Asiática de Voleibol (CAV) y es legislado de manera internacional por la Federación Internacional de Voleibol (FIVB).

## Participaciones

### Juegos Olímpicos de la Juventud
| Año  | Pos.         |
| ---- | ------------ |
| 2010 | No clasificó |

### Campeonato Mundial de Voleibol Femenino Sub-18
| Año  | Pos.         |
| ---- | ------------ |
| 1989 | No clasificó |
| 1991 | No clasificó |
| 1993 | No clasificó |
| 1995 | No clasificó |
| 1997 | No clasificó |
| 1999 | 13°          |
| 2001 | 7°           |
| 2003 | 9°           |
| 2005 | 9°           |
| 2007 | No clasificó |
| 2009 | No clasificó |
| 2011 | No clasificó |
| 2013 | 11°          |
| 2015 | 19°          |
| 2017 | No clasificó |
| 2019 | No clasificó |

### Campeonato Asiático de Voleibol Femenino Sub-17
| Año  | Pos.         |
| ---- | ------------ |
| 1997 | No clasificó |
| 1999 | 3°           |
| 2001 | 4°           |
| 2003 | 4°           |
| 2005 | 3°           |
| 2007 | 4°           |
| 2008 | 5°           |
| 2010 | 5°           |
| 2012 | 3°           |
| 2014 | 5°           |
| 2017 | 5°           |
| 2018 | 5°           |